# Deuxième district congressionnel d'Hawaï
Le 2e district congressionnel d'Hawaï est un district de l'État américain d'Hawaï. Il est représenté par la Démocrate Jill Tokuda, qui a succédé à Kai Kahele après les élections de 2022. Le district englobe toutes les zones rurales et la plupart des zones suburbaines du Comté d'Oahu/Honolulu, ainsi que tout l'État en dehors d'Oahu. Il comprend les comtés de Kauai, Maui, Kalawao et Hawaï (« la grande île »). Le district s'étend sur 331 miles. La communauté la plus peuplée entièrement dans le district est Hilo. Les principaux segments de l'économie comprennent le tourisme, l'élevage et l'agriculture.
En vertu de la Constitution américaine, un candidat pour ce district doit être un résident d'Hawaï, mais n'a pas à vivre dans le district lui-même. Le premier non-résident élu à ce siège était Ed Case, un avocat d'Honolulu, bien qu'il soit né et ait grandi sur la grande île d'Hawaï. Le bureau de l'État d'origine du deuxième district congressionnel se trouve dans le Prince Kuhio Federal Building, près du port d'Honolulu.

## Histoire
Lorsque Hawaï et l'Alaska ont été admis dans l'Union en 1959, les deux nouveaux États se sont vu accorder un représentant au Congrès en attendant le prochain recensement des États-Unis. Lors de la redistribution qui a suivi le recensement américain de 1960, Hawaï a gagné un deuxième représentant américain. Au lieu de créer deux districts du Congrès, l'État a continué à élire ses représentants at-large. Deux Représentants ont été élus pour la première fois en 1962 et Hawaï a été représenté pour la première fois par deux représentants américains le 2 janvier 1963, lors de la convocation du 88e Congrès. Le 2e district congressionnel a été créé en 1971 lorsque Hawaï a commencé à élire ses représentants dans les districts au lieu d'élire des représentants at-large dans tout l'État.
Le 2e district congressionnel a un indice CPVI de D+14. Le district a soutenu le candidat démocrate à chaque élection présidentielle depuis 1988 et n'a jamais élu de représentant républicain. En octobre 2019, la représentante Tulsi Gabbard annonce qu'elle ne chercherait pas à être réélue, choisissant plutôt de se concentrer sur sa campagne pour l'investiture présidentielle démocrate.
En janvier 2019, le sénateur d'État d'Hawaï, Kai Kahele, annonce qu'il se présentera pour le siège en 2020. Les autres démocrates annoncés sont David Cornejo, Brian Evans (un « Berniecrat » autoproclamé qui s'est présenté pour le siège en tant que Républicain en 2018), Noelle Famera et Ryan Meza. Les républicains Joseph Akana et Jonathan Hoomanawanui l'annoncent également. Kahele remporte l'investiture démocrate le 8 août et les élections générales du 3 novembre.

## Géographie
| # | Comté    | Siège    | Population |
| - | -------- | -------- | ---------- |
| 1 | Hawai'i  | Hilo     | 207 615    |
| 3 | Honolulu | Honolulu | 989 408    |
| 5 | Kalawao  | Aucun    | 81         |
| 7 | Kauai    | Lihue    | 73 851     |
| 9 | Maui     | Wailuku  | 164 183    |

### Villes de 10 000 habitants ou plus
- Hilo - 44 186
- Kailua - 40 514
- Kāneʻohe - 37 430
- Kahului - 28 219
- Kihei - 21 423
- Kapolei - 21 411
- Makakilo - 19 877
- Kailua-Kona - 19 713
- Wahiawa - 18 658
- Wailuku - 17 697
- Hawaiian Paradise Park - 14 957
- Schofield Barracks - 14 904
- Royal Kunia - 14 896
- Waianae - 13 614
- Lahaina - 12 702
- Kaiminani - 12 590
- Nānākuli - 12 195
- Kapa'a - 11 652
- Māʻili - 11 535

### 2 500 à 10 000 personnes
- Mākaha - 9 916
- Waimea - 9 904
- Kaneohe Base - 9 483
- Waihee-Waiehu - 9 234 habitants
- ʻĀhuimanu - 8 969
- Haiku-Pauwela - 8 595
- Pukalani - 8 299
- Lihue - 8 004
- Makawao - 7 297
- Waikoloa Village - 7 104
- Napili-Honokowai - 7 042
- Kula - 6 942
- Waimānalo - 6 057
- Wailea - 6 027
- Lāʻie - 5 963
- Wailua Homesteads - 5 863
- Kahaluʻu - 5 241
- Pūpūkea - 5 130
- Heʻeia - 5 001
- Kalaheo - 4 996
- Hanamaulu - 4 994
- Haleʻiwa - 4 941
- Whitmore Village - 4 887
- Hawaiian Ocean View - 4 864
- Waimanalo Beach - 4 823
- Kahalu'u-Keauhou - 4 778
- Mountain View - 4 215
- Waialua - 4 062
- Hauʻula - 4 018
- Hawaiian Beaches - 3 976
- Kekaha - 3 715
- ʻĀinaloa - 3,609
- Waikapu - 3 437
- Hawaiian Acres - 3 426
- Kaunakakai - 3 419
- Puhi - 3 380
- Lanai City - 3 332
- Captain Cook - 3 253
- Orchidlands Estates - 3 165
- Kīlauea - 3 014
- Holualoa - 2 994
- Kahuku - 2 852
- Honokaa - 2 699
- Hanapepe - 2 678
- Lawai - 2 578
- Volcano - 2,575
- ʻEleʻele - 2 515
- Kurtistown - 2 515
- Helemano - 2 549

## Historique de vote
| Année | Poste     | Résultats               |
| ----- | --------- | ----------------------- |
| 2000  | Président | Gore 56,0 % – 36,0 %    |
| 2004  | Président | Kerry 56,0 % – 44,0 %   |
| 2008  | Président | Obama 73,0 % – 25,0 %   |
| 2012  | Président | Obama 71,0 % – 27,0 %   |
| 2016  | Président | Clinton 61,0 % – 30,0 % |
| 2020  | Président | Biden 64,0 % – 34,0 %   |

## Liste des représentants du district
| Membre                            | Parti     | Années                                | Congrès     | Histoire électorale |
| --------------------------------- | --------- | ------------------------------------- | ----------- | --- |
| District établi le 3 janvier 1971 |           |                                       |             | |
| Patsy Mink                        | Démocrate | 3 janvier 1971 - 3 janvier 1977       | 92e - 94e   | Redécoupage depuis le district at-large et réélue en 1970. Réélue en 1972. Réélue en 1974. Retrait pour se présenter comme Sénatrice des États-Unis.                          |
| Daniel Akaka                      | Démocrate | 3 janvier 1977 - 15 mai 1990          | 95e - 101e  | Élu en 1976. Réélu en 1978. Réélu en 1980. Réélu en 1982. Réélu en 1984. Réélu en 1986. Réélu en 1988. Démissionne lorsque désigné Sénateur des États-Unis.                   |
| Vacant                            | Vacant    | 15 mai 1990 - 22 septembre 1990       | 101e        | |
| Patsy Mink                        | Démocrate | 22 septembre 1990 - 28 septembre 2002 | 101e - 107e | Élue pour terminer le mandat d'Akaka. Réélue en 1990. Réélue en 1992. Réélue en 1994. Réélue en 1996. Réélue en 1998. Réélue en 2000. Décès. Réélue a titre posthume en 2002. |
| Vacant                            | Vacant    | 28 septembre 2002 - 30 novembre 2002  | 107e        | |
| Ed Case                           | Démocrate | 30 novembre 2002 - 3 janvier 2003     | 107e        | Élu pour terminer le mandat de Mink lors du 107e Congrès. N'est pas candidat pour le mandat suivant.                                                                          |
| Vacant                            | Vacant    | 3 janvier 2003 - 4 janvier 2003       | 108e        | |
| Ed Case                           | Démocrate | 4 janvier 2003 - 3 janvier 2007       | 108e , 109e | Élu pour terminer le mandat de Mink lors du 108e Congrès. Réélu en 2004. Retrait pour se présenter comme Sénateur des États-Unis.                                             |
| Mazie Hirono                      | Démocrate | 3 janvier 2007 - 3 janvier 2013       | 110e - 112e | Élue en 2006. Réélue en 2008. Réélue en 2010. Retrait pour se présenter comme Sénatrice des États-Unis.                                                                       |
| Tulsi Gabbard                     | Démocrate | 3 janvier 2013 - 3 janvier 2021       | 113e - 116e | Élue en 2012. Réélue en 2014. Réélue en 2016. Réélue en 2018. Retrait pour se présenter comme Présidente des États-Unis.                                                      |
| Kai Kahele                        | Démocrate | 3 janvier 2021 - 3 janvier 2023       | 117e        | Élu en 2020. Retrait pour se présenter comme Gouverneur d'Hawaii. |
| Jill Tokuda                       | Démocrate | 3 janvier 2023 - Présent              | 118e        | Élue en 2022. |

## Résultats des récentes élections
Voici les résultats des dix précédents cycles électoraux dans le district.

## Frontières historiques du district

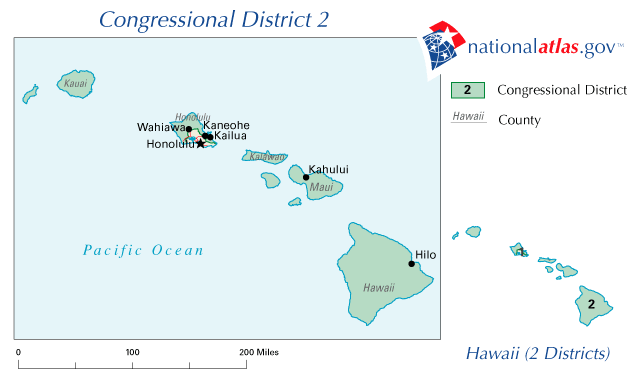
2003 - 2013

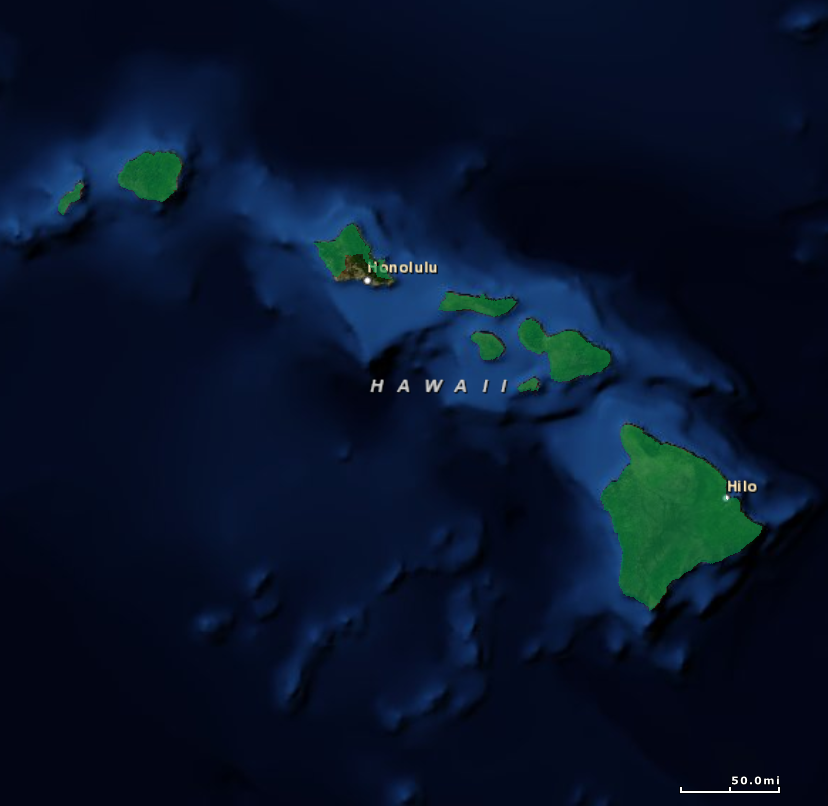
2013 - 2023

### 2003 (Spéciale)
| Élection Spéciale de 2003 du 2e district congressionnel d'Hawaii | Élection Spéciale de 2003 du 2e district congressionnel d'Hawaii | Élection Spéciale de 2003 du 2e district congressionnel d'Hawaii | Élection Spéciale de 2003 du 2e district congressionnel d'Hawaii | Élection Spéciale de 2003 du 2e district congressionnel d'Hawaii |
| ---------------------------------------------------------------- | ---------------------------------------------------------------- | ---------------------------------------------------------------- | ---------------------------------------------------------------- | ---------------------------------------------------------------- |
| Parti                                                            | Parti                                                            | Candidat                                                         | Votes                                                            | %                                                                |
|                                                                  | Démocrate                                                        | Ed Case (sortant)                                                | 33 002                                                           | 43,24                                                            |
|                                                                  | Démocrate                                                        | Matt Matsunaga                                                   | 23 050                                                           | 30,20                                                            |
|                                                                  | Démocrate                                                        | Colleen Hanabusa                                                 | 6046                                                             | 7,92                                                             |
|                                                                  | Républicain                                                      | Barbara Marumoto                                                 | 4497                                                             | 5,89                                                             |
|                                                                  | Républicain                                                      | Bob McDermott                                                    | 4298                                                             | 5,63                                                             |
|                                                                  | No Party                                                         | 39 Autres                                                        | 5435                                                             | 7,12                                                             |
| Total des votes                                                  | Total des votes                                                  | Total des votes                                                  | 76 328                                                           | 100%                                                             |
|                                                                  | Les Démocrates conservent                                        |                                                                  |                                                                  |                                                                  |

### 2004
| Élection de 2004 du 2e district congressionnel d'Hawaii | Élection de 2004 du 2e district congressionnel d'Hawaii | Élection de 2004 du 2e district congressionnel d'Hawaii | Élection de 2004 du 2e district congressionnel d'Hawaii | Élection de 2004 du 2e district congressionnel d'Hawaii |
| ------------------------------------------------------- | ------------------------------------------------------- | ------------------------------------------------------- | ------------------------------------------------------- | ------------------------------------------------------- |
| Parti                                                   | Parti                                                   | Candidat                                                | Votes                                                   | %                                                       |
|                                                         | Démocrate                                               | Ed Case (sortant)                                       | 133 317                                                 | 62,77                                                   |
|                                                         | Républicain                                             | Mike Gabbard                                            | 79 072                                                  | 37,23                                                   |
| Total des votes                                         | Total des votes                                         | Total des votes                                         | 212 389                                                 | 100%                                                    |
|                                                         | Les Démocrates conservent                               |                                                         |                                                         |                                                         |

### 2006
| Élection de 2006 du 2e district congressionnel d'Hawaii | Élection de 2006 du 2e district congressionnel d'Hawaii | Élection de 2006 du 2e district congressionnel d'Hawaii | Élection de 2006 du 2e district congressionnel d'Hawaii | Élection de 2006 du 2e district congressionnel d'Hawaii |
| ------------------------------------------------------- | ------------------------------------------------------- | ------------------------------------------------------- | ------------------------------------------------------- | ------------------------------------------------------- |
| Parti                                                   | Parti                                                   | Candidat                                                | Votes                                                   | %                                                       |
|                                                         | Démocrate                                               | Mazie Hirono                                            | 106 906                                                 | 61,04                                                   |
|                                                         | Républicain                                             | Bob Hogue                                               | 68 244                                                  | 38,96                                                   |
| Total des votes                                         | Total des votes                                         | Total des votes                                         | 175 150                                                 | 100%                                                    |
|                                                         | Les Démocrates conservent                               |                                                         |                                                         |                                                         |

### 2008
| Élection de 2008 du 2e district congressionnel d'Hawaii | Élection de 2008 du 2e district congressionnel d'Hawaii | Élection de 2008 du 2e district congressionnel d'Hawaii | Élection de 2008 du 2e district congressionnel d'Hawaii | Élection de 2008 du 2e district congressionnel d'Hawaii |
| ------------------------------------------------------- | ------------------------------------------------------- | ------------------------------------------------------- | ------------------------------------------------------- | ------------------------------------------------------- |
| Parti                                                   | Parti                                                   | Candidat                                                | Votes                                                   | %                                                       |
|                                                         | Démocrate                                               | Mazie Hirono (sortante)                                 | 165 748                                                 | 76,06                                                   |
|                                                         | Républicain                                             | Roger B. Evans                                          | 44 425                                                  | 20,39                                                   |
|                                                         | Indépendant                                             | Shaun Stenshol                                          | 4042                                                    | 1,86                                                    |
|                                                         | Libertarien                                             | Lloyd Jeffrey Mallan                                    | 3699                                                    | 1,70                                                    |
| Total des votes                                         | Total des votes                                         | Total des votes                                         | 217 914                                                 | 100%                                                    |
|                                                         | Les Démocrates conservent                               |                                                         |                                                         |                                                         |

### 2010
| Élection de 2010 du 2e district congressionnel d'Hawaii | Élection de 2010 du 2e district congressionnel d'Hawaii | Élection de 2010 du 2e district congressionnel d'Hawaii | Élection de 2010 du 2e district congressionnel d'Hawaii | Élection de 2010 du 2e district congressionnel d'Hawaii |
| ------------------------------------------------------- | ------------------------------------------------------- | ------------------------------------------------------- | ------------------------------------------------------- | ------------------------------------------------------- |
| Parti                                                   | Parti                                                   | Candidat                                                | Votes                                                   | %                                                       |
|                                                         | Démocrate                                               | Mazie Hirono (sortante)                                 | 132 290                                                 | 72,19                                                   |
|                                                         | Républicain                                             | John W. Willoughby                                      | 46 404                                                  | 35,32                                                   |
|                                                         | Libertarien                                             | Pat Brock                                               | 3254                                                    | 1,78                                                    |
|                                                         | Non-Partisan                                            | Andrew V. Von Sonn                                      | 1310                                                    | 0,72                                                    |
| Total des votes                                         | Total des votes                                         | Total des votes                                         | 183 258                                                 | 100%                                                    |
|                                                         | Les Démocrates conservent                               |                                                         |                                                         |                                                         |

### 2012
| Élection de 2012 du 2e district congressionnel d'Hawaii | Élection de 2012 du 2e district congressionnel d'Hawaii | Élection de 2012 du 2e district congressionnel d'Hawaii | Élection de 2012 du 2e district congressionnel d'Hawaii | Élection de 2012 du 2e district congressionnel d'Hawaii |
| ------------------------------------------------------- | ------------------------------------------------------- | ------------------------------------------------------- | ------------------------------------------------------- | ------------------------------------------------------- |
| Parti                                                   | Parti                                                   | Candidat                                                | Votes                                                   | %                                                       |
|                                                         | Démocrate                                               | Tulsi Gabbard                                           | 168 466                                                 | 80,54                                                   |
|                                                         | Républicain                                             | Kawika Crowley                                          | 40 697                                                  | 19,45                                                   |
|                                                         | Votes Blanc                                             | Votes Blanc                                             | 5631                                                    | N/A                                                     |
|                                                         | Votes Nul                                               | Votes Nul                                               | 73                                                      | N/A                                                     |
| Total des votes                                         | Total des votes                                         | Total des votes                                         | 214 867                                                 | 100%                                                    |
|                                                         | Les Démocrates conservent                               |                                                         |                                                         |                                                         |

### 2014
| Élection de 2014 du 2e district congressionnel d'Hawaii | Élection de 2014 du 2e district congressionnel d'Hawaii | Élection de 2014 du 2e district congressionnel d'Hawaii | Élection de 2014 du 2e district congressionnel d'Hawaii | Élection de 2014 du 2e district congressionnel d'Hawaii |
| ------------------------------------------------------- | ------------------------------------------------------- | ------------------------------------------------------- | ------------------------------------------------------- | ------------------------------------------------------- |
| Parti                                                   | Parti                                                   | Candidat                                                | Votes                                                   | %                                                       |
|                                                         | Démocrate                                               | Tulsi Gabbard (sortante)                                | 142 010                                                 | 78,7                                                    |
|                                                         | Républicain                                             | Kawika Crowley                                          | 33 630                                                  | 18,6                                                    |
|                                                         | Libertarien                                             | Joe Kent                                                | 4693                                                    | 2,6                                                     |
| Total des votes                                         | Total des votes                                         | Total des votes                                         | 180 33                                                  | 100%                                                    |
|                                                         | Les Démocrates conservent                               |                                                         |                                                         |                                                         |

### 2016
| Élection de 2016 du 2e district congressionnel d'Hawaii | Élection de 2016 du 2e district congressionnel d'Hawaii | Élection de 2016 du 2e district congressionnel d'Hawaii | Élection de 2016 du 2e district congressionnel d'Hawaii | Élection de 2016 du 2e district congressionnel d'Hawaii |
| ------------------------------------------------------- | ------------------------------------------------------- | ------------------------------------------------------- | ------------------------------------------------------- | ------------------------------------------------------- |
| Parti                                                   | Parti                                                   | Candidat                                                | Votes                                                   | %                                                       |
|                                                         | Démocrate                                               | Tulsi Gabbard (sortante)                                | 170 848                                                 | 76,23                                                   |
|                                                         | Républicain                                             | Angela Aulani Kaaihue                                   | 39 668                                                  | 17,70                                                   |
|                                                         | Votes Blanc                                             | Votes Blanc                                             | 13 483                                                  | 6,02                                                    |
|                                                         | Votes Nul                                               | Votes Nul                                               | 134                                                     | 0,05                                                    |
| Total des votes                                         | Total des votes                                         | Total des votes                                         | 224 133                                                 | 100%                                                    |
|                                                         | Les Démocrates conservent                               |                                                         |                                                         |                                                         |

### 2018
| Élection de 2018 du 2e district congressionnel d'Hawaii | Élection de 2018 du 2e district congressionnel d'Hawaii | Élection de 2018 du 2e district congressionnel d'Hawaii | Élection de 2018 du 2e district congressionnel d'Hawaii | Élection de 2018 du 2e district congressionnel d'Hawaii |
| ------------------------------------------------------- | ------------------------------------------------------- | ------------------------------------------------------- | ------------------------------------------------------- | ------------------------------------------------------- |
| Parti                                                   | Parti                                                   | Candidat                                                | Votes                                                   | %                                                       |
|                                                         | Démocrate                                               | Tulsi Gabbard (sortante)                                | 153 271                                                 | 77,4                                                    |
|                                                         | Républicain                                             | Brian Evans                                             | 44 850                                                  | 22,6                                                    |
| Total des votes                                         | Total des votes                                         | Total des votes                                         | 198 121                                                 | 100%                                                    |
|                                                         | Les Démocrates conservent                               |                                                         |                                                         |                                                         |

### 2020
| Élection de 2020 du 2e district congressionnel d'Hawaii | Élection de 2020 du 2e district congressionnel d'Hawaii | Élection de 2020 du 2e district congressionnel d'Hawaii | Élection de 2020 du 2e district congressionnel d'Hawaii | Élection de 2020 du 2e district congressionnel d'Hawaii |
| ------------------------------------------------------- | ------------------------------------------------------- | ------------------------------------------------------- | ------------------------------------------------------- | ------------------------------------------------------- |
| Parti                                                   | Parti                                                   | Candidat                                                | Votes                                                   | %                                                       |
|                                                         | Démocrate                                               | Kai Kahele                                              | 172 517                                                 | 63,0                                                    |
|                                                         | Républicain                                             | Joe Akana                                               | 84 027                                                  | 30,9                                                    |
|                                                         | Libertarien                                             | Michelle Rose Tippens                                   | 6785                                                    | 2,5                                                     |
|                                                         | Parti Aloha ʻĀina (en)                                  | Jonathan Hoomanawanui                                   | 6453                                                    | 2,4                                                     |
|                                                         | Indépendant                                             | Ron Burrus                                              | 2659                                                    | 1,0                                                     |
|                                                         | American Shopping                                       | John Giuffre                                            | 6561                                                    | 0,2                                                     |
| Total des votes                                         | Total des votes                                         | Total des votes                                         | 273 112                                                 | 100%                                                    |
|                                                         | Les Démocrates conservent                               |                                                         |                                                         |                                                         |

### 2022
| Primaire Républicaine de 2022 du 2e district congressionnel d'Hawaii | Primaire Républicaine de 2022 du 2e district congressionnel d'Hawaii | Primaire Républicaine de 2022 du 2e district congressionnel d'Hawaii | Primaire Républicaine de 2022 du 2e district congressionnel d'Hawaii | Primaire Républicaine de 2022 du 2e district congressionnel d'Hawaii |
| -------------------------------------------------------------------- | -------------------------------------------------------------------- | -------------------------------------------------------------------- | -------------------------------------------------------------------- | -------------------------------------------------------------------- |
| Parti                                                                | Parti                                                                | Candidat                                                             | Votes                                                                | %                                                                    |
|                                                                      | Républicain                                                          | Joseph Akana                                                         | 22 978                                                               | 83,1                                                                 |
|                                                                      | Républicain                                                          | Joe Webster                                                          | 4677                                                                 | 16,9                                                                 |

| Primaire Démocrate de 2022 du 2e district congressionnel d'Hawaii | Primaire Démocrate de 2022 du 2e district congressionnel d'Hawaii | Primaire Démocrate de 2022 du 2e district congressionnel d'Hawaii | Primaire Démocrate de 2022 du 2e district congressionnel d'Hawaii | Primaire Démocrate de 2022 du 2e district congressionnel d'Hawaii |
| ----------------------------------------------------------------- | ----------------------------------------------------------------- | ----------------------------------------------------------------- | ----------------------------------------------------------------- | ----------------------------------------------------------------- |
| Parti                                                             | Parti                                                             | Candidat                                                          | Votes                                                             | %                                                                 |
|                                                                   | Démocrate                                                         | Jill Tokuda                                                       | 56 037                                                            | 58,4                                                              |
|                                                                   | Démocrate                                                         | Patrick Branco                                                    | 23 724                                                            | 24,7                                                              |
|                                                                   | Démocrate                                                         | Kyle Yoshida                                                      | 5658                                                              | 5,9                                                               |
|                                                                   | Démocrate                                                         | Brendan Schultz                                                   | 5319                                                              | 5,5                                                               |
|                                                                   | Démocrate                                                         | Nicole Gi                                                         | 3305                                                              | 3,4                                                               |
|                                                                   | Démocrate                                                         | Steven Sparks                                                     | 1941                                                              | 2,0                                                               |

| Primaire Libertarienne de 2022 du 2e district congressionnel d'Hawaii | Primaire Libertarienne de 2022 du 2e district congressionnel d'Hawaii | Primaire Libertarienne de 2022 du 2e district congressionnel d'Hawaii | Primaire Libertarienne de 2022 du 2e district congressionnel d'Hawaii | Primaire Libertarienne de 2022 du 2e district congressionnel d'Hawaii |
| --------------------------------------------------------------------- | --------------------------------------------------------------------- | --------------------------------------------------------------------- | --------------------------------------------------------------------- | --------------------------------------------------------------------- |
| Parti                                                                 | Parti                                                                 | Candidat                                                              | Votes                                                                 | %                                                                     |
|                                                                       | Libertarien                                                           | Michelle Rose Tippens                                                 | 343                                                                   | 100                                                                   |

| Élection de 2022 du 2e district congressionnel d'Hawaii | Élection de 2022 du 2e district congressionnel d'Hawaii | Élection de 2022 du 2e district congressionnel d'Hawaii | Élection de 2022 du 2e district congressionnel d'Hawaii | Élection de 2022 du 2e district congressionnel d'Hawaii |
| ------------------------------------------------------- | ------------------------------------------------------- | ------------------------------------------------------- | ------------------------------------------------------- | ------------------------------------------------------- |
| Parti                                                   | Parti                                                   | Candidat                                                | Votes                                                   | %                                                       |
|                                                         | Démocrate                                               | Jill Tokuda                                             | 127 995                                                 | 62,3                                                    |
|                                                         | Républicain                                             | Joseph Akana                                            | 72 455                                                  | 35,2                                                    |
|                                                         | Libertarien                                             | Michelle Rose Tippens                                   | 5 108                                                   | 2,5                                                     |
| Total des votes                                         | Total des votes                                         | Total des votes                                         | 205 558                                                 | 100%                                                    |
|                                                         | Les Démocrates conservent                               |                                                         |                                                         |                                                         |

### 2024
| Primaire Démocrate de 2024 du 2e district congressionnel d'Hawaii | Primaire Démocrate de 2024 du 2e district congressionnel d'Hawaii | Primaire Démocrate de 2024 du 2e district congressionnel d'Hawaii | Primaire Démocrate de 2024 du 2e district congressionnel d'Hawaii | Primaire Démocrate de 2024 du 2e district congressionnel d'Hawaii |
| ----------------------------------------------------------------- | ----------------------------------------------------------------- | ----------------------------------------------------------------- | ----------------------------------------------------------------- | ----------------------------------------------------------------- |
| Parti                                                             | Parti                                                             | Candidat                                                          | Votes                                                             | %                                                                 |
|                                                                   | Démocrate                                                         | Jill Tokuda (sortante)                                            | 84 978                                                            | 100%                                                              |

| Primaire Républicaine de 2024 du 2e district congressionnel d'Hawaii | Primaire Républicaine de 2024 du 2e district congressionnel d'Hawaii | Primaire Républicaine de 2024 du 2e district congressionnel d'Hawaii | Primaire Républicaine de 2024 du 2e district congressionnel d'Hawaii | Primaire Républicaine de 2024 du 2e district congressionnel d'Hawaii |
| -------------------------------------------------------------------- | -------------------------------------------------------------------- | -------------------------------------------------------------------- | -------------------------------------------------------------------- | -------------------------------------------------------------------- |
| Parti                                                                | Parti                                                                | Candidat                                                             | Votes                                                                | %                                                                    |
|                                                                      | Républicain                                                          | Steven Bond                                                          | 19 627                                                               | 100%                                                                 |

| Primaire Libertarienne de 2024 du 2e district congressionnel d'Hawaii | Primaire Libertarienne de 2024 du 2e district congressionnel d'Hawaii | Primaire Libertarienne de 2024 du 2e district congressionnel d'Hawaii | Primaire Libertarienne de 2024 du 2e district congressionnel d'Hawaii | Primaire Libertarienne de 2024 du 2e district congressionnel d'Hawaii |
| --------------------------------------------------------------------- | --------------------------------------------------------------------- | --------------------------------------------------------------------- | --------------------------------------------------------------------- | --------------------------------------------------------------------- |
| Parti                                                                 | Parti                                                                 | Candidat                                                              | Votes                                                                 | %                                                                     |
|                                                                       | Libertarien                                                           | Aaron Toman                                                           | 361                                                                   | 100%                                                                  |

| Primaire Non Partisane de 2024 du 2e district congressionnel d'Hawaii | Primaire Non Partisane de 2024 du 2e district congressionnel d'Hawaii | Primaire Non Partisane de 2024 du 2e district congressionnel d'Hawaii | Primaire Non Partisane de 2024 du 2e district congressionnel d'Hawaii | Primaire Non Partisane de 2024 du 2e district congressionnel d'Hawaii |
| --------------------------------------------------------------------- | --------------------------------------------------------------------- | --------------------------------------------------------------------- | --------------------------------------------------------------------- | --------------------------------------------------------------------- |
| Parti                                                                 | Parti                                                                 | Candidat                                                              | Votes                                                                 | %                                                                     |
|                                                                       | Non Partisan                                                          | Randall Meyer                                                         | 580                                                                   | 100%                                                                  |

| Élection de 2024 du 2e district congressionnel d'Hawaii | Élection de 2024 du 2e district congressionnel d'Hawaii | Élection de 2024 du 2e district congressionnel d'Hawaii | Élection de 2024 du 2e district congressionnel d'Hawaii | Élection de 2024 du 2e district congressionnel d'Hawaii |
| ------------------------------------------------------- | ------------------------------------------------------- | ------------------------------------------------------- | ------------------------------------------------------- | ------------------------------------------------------- |
| Parti                                                   | Parti                                                   | Candidat                                                | Votes                                                   | %                                                       |
|                                                         | Démocrate                                               | Jill Tokuda (sortante)                                  | 166 251                                                 | 66,5                                                    |
|                                                         | Républicain                                             | Steven Bond                                             | 75 471                                                  | 30,2                                                    |
|                                                         | Libertarien                                             | Aaron Toman                                             | 4497                                                    | 1,8                                                     |
|                                                         | Non Partisan                                            | Randall Meyer                                           | 3937                                                    | 1,6                                                     |
| Total des votes                                         | Total des votes                                         | Total des votes                                         | 250 156                                                 | 100 %                                                   |
|                                                         | Les Démocrates conservent                               |                                                         |                                                         |                                                         |